# Sol Meliá
La Meliá Hotels International, S.A. è una catena di alberghi spagnola fondata nel 1956 da Gabriel Escarrer Juliá a Palma di Maiorca. La compagnia è il principale operatore mondiale di resort e la tredicesima catena alberghiera più grande del mondo, con più di 300 alberghi in 30 Paesi.
Il 3 giugno 2011 il gruppo alberghiero ha variato la ragione sociale, da Sol Meliá a Meliá Hotels International, S.A.
In portafoglio ha un totale di 350 hotels con una capacità  di 87.000 camere, operando in 35 paesi suddivisi in 4 continenti con i brand: Gran Meliá, Meliá, ME, Innside, Sol e Paradisu e Tryp by Wyndham. Nonostante la vendita degli hotels Tryp a Wyndham, grazie ad un accordo di gestione, la catena continua ad operare direttamente gli hotel ad insegna Tryp.